# Portada/efemèride juny 18
Mísia, en una actuació a Amsterdam.
« 17 de juny · 18 de juny · 19 de juny »